# Tonto del pueblo

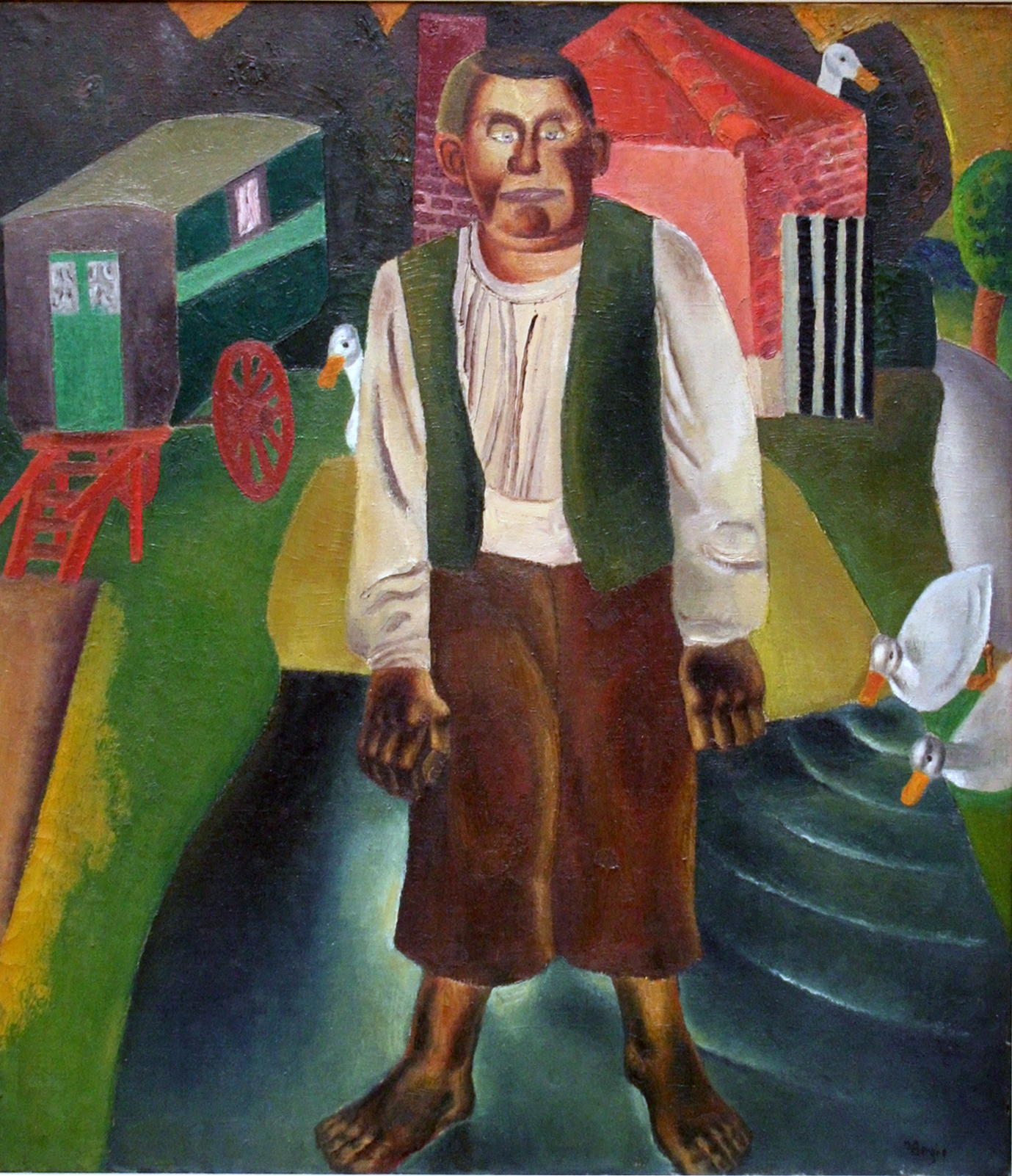
"El tonto del pueblo", Frits Van den Berghe.

El tonto del pueblo o bobo del pueblo es, en sentido estricto, una persona conocida localmente por su ignorancia o estupidez, pero es también un término común para una persona estereotípicamente tonta o sin sentido común. El término también se utiliza como un estereotipo de las personas con discapacidad mental.
El tonto del pueblo fue considerado durante mucho tiempo un papel social aceptable, un individuo único dependiente pero que contribuía al tejido social de su comunidad. Todas las sociedades con el tiempo desarrollan esa función, o fuerzan a un individuo en ese papel. Ya en la época bizantina, el tonto del pueblo era tratado como una forma aceptable de individuo trastornado.